# Scania R-Серії
Scania R-Серії (англ. Scania R-Series) — це серія вантажних автомобілів для перевезення вантажів на далекі відстані, що виробляються компанією Scania з 2004 року.

## Перше покоління (2004-2016)

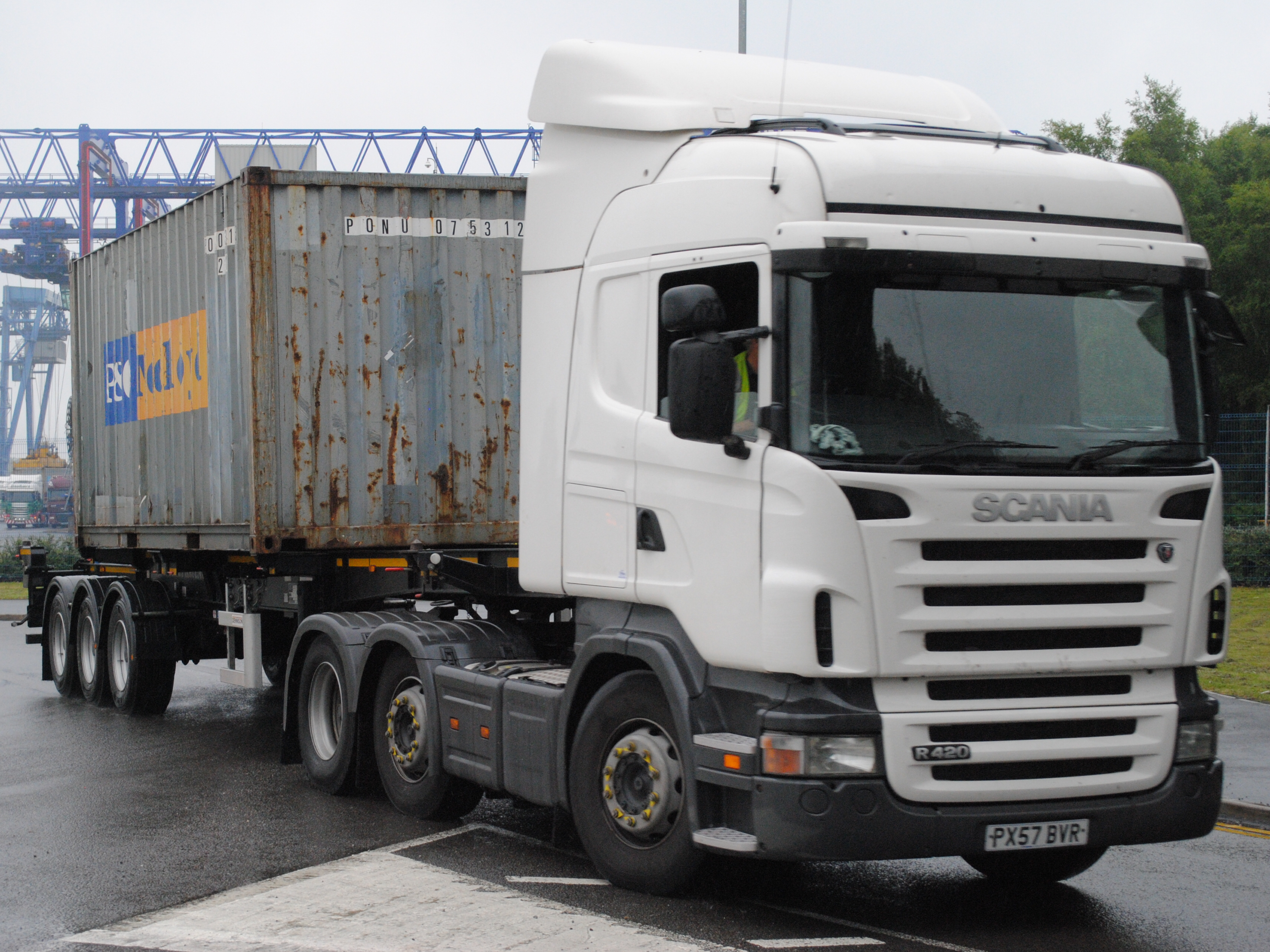
Scania R420 (2004-2009)

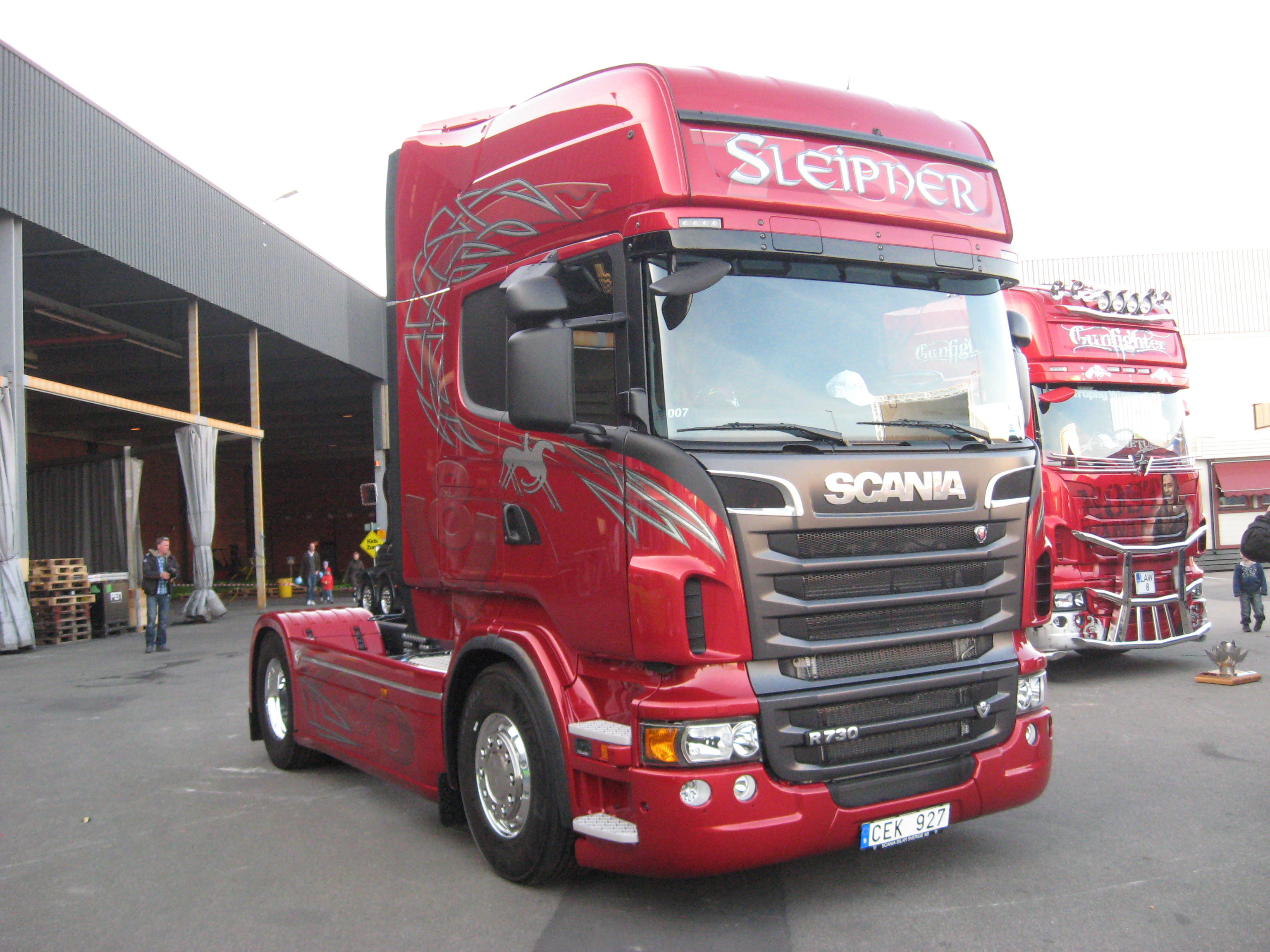
Scania R730 V8 (2009-2013)

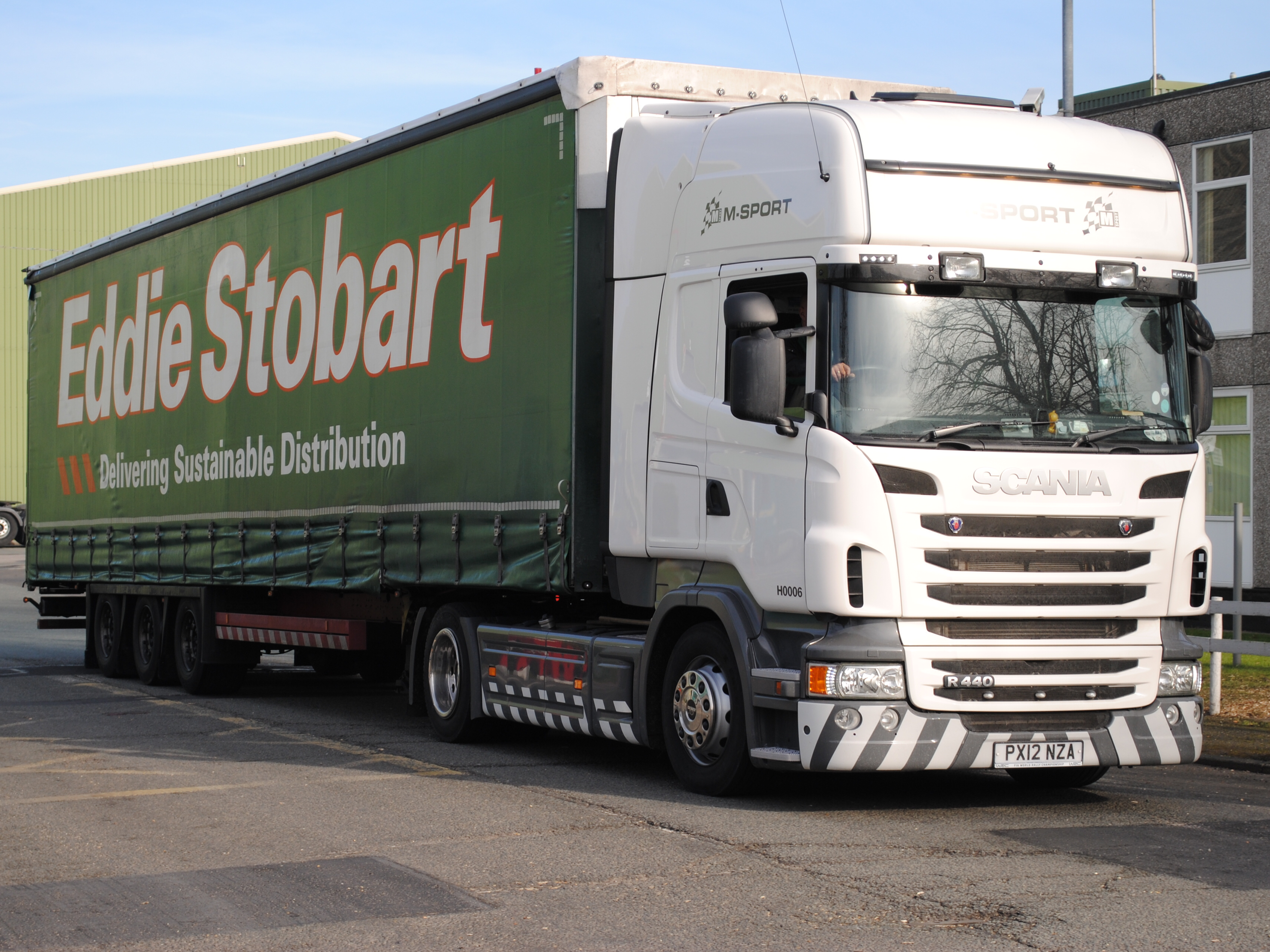
Scania R440 Streamline (2013-2016)

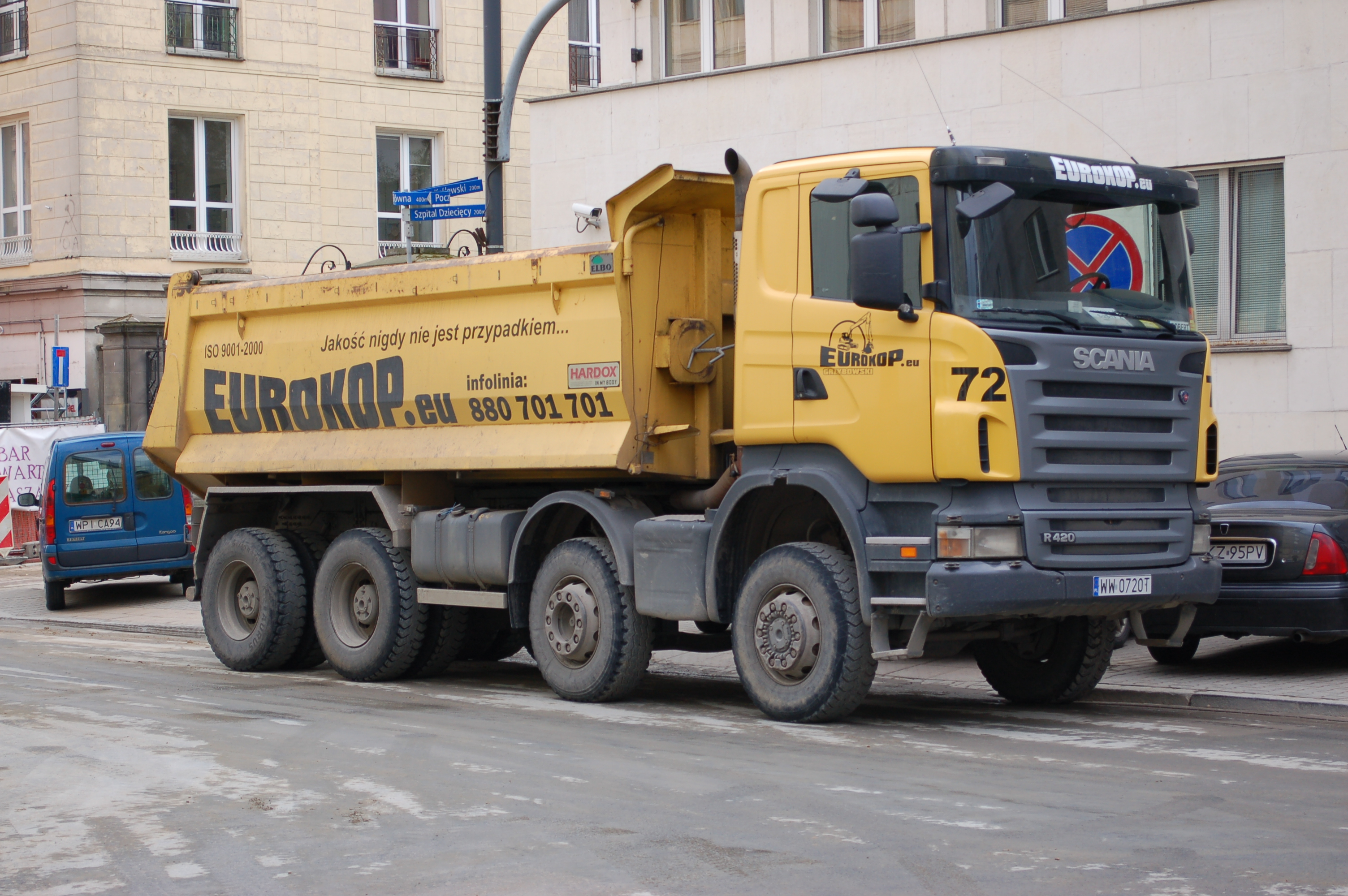
Самоскид Scania R420

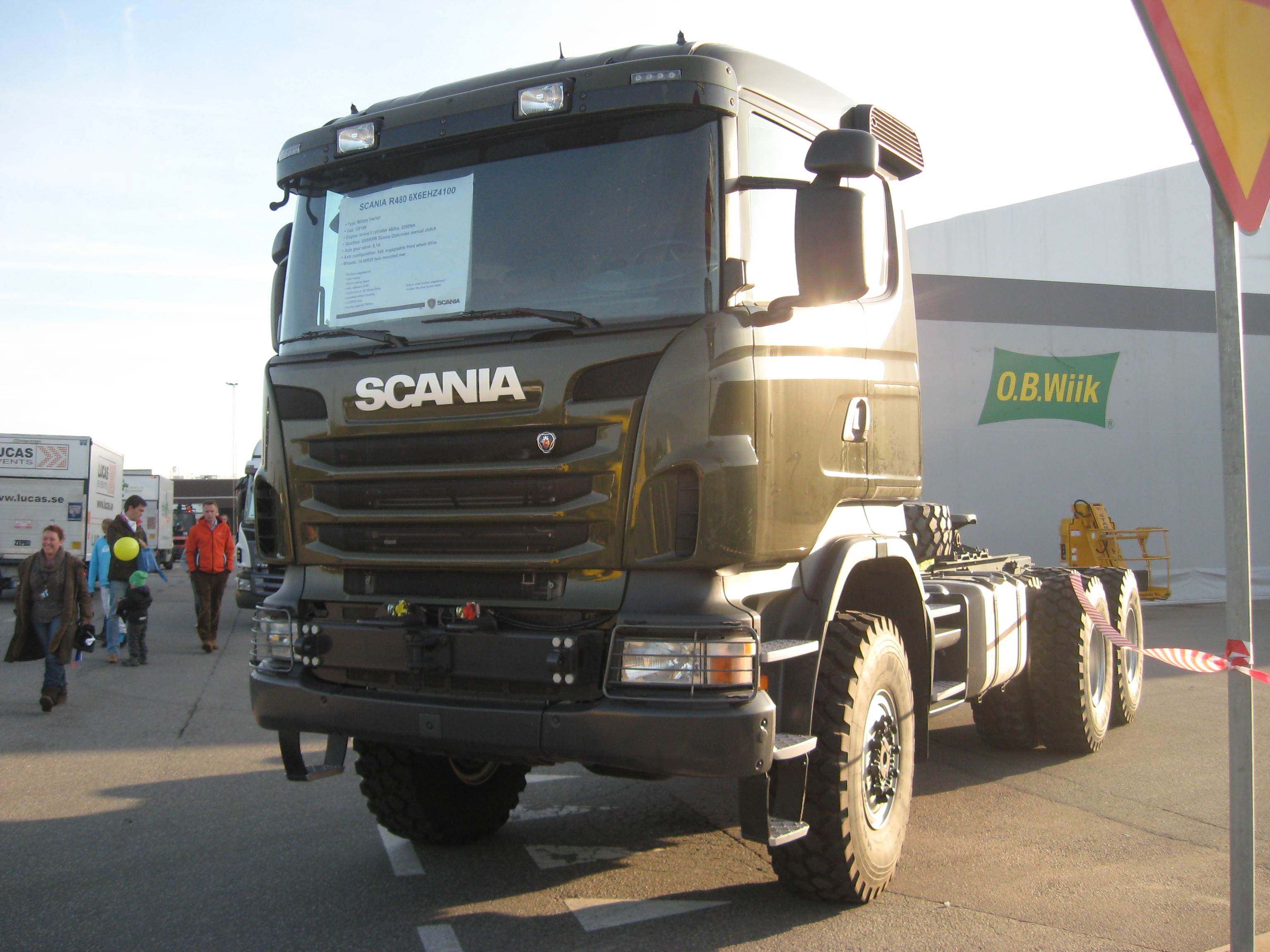
Шасі Scania R480 6x6

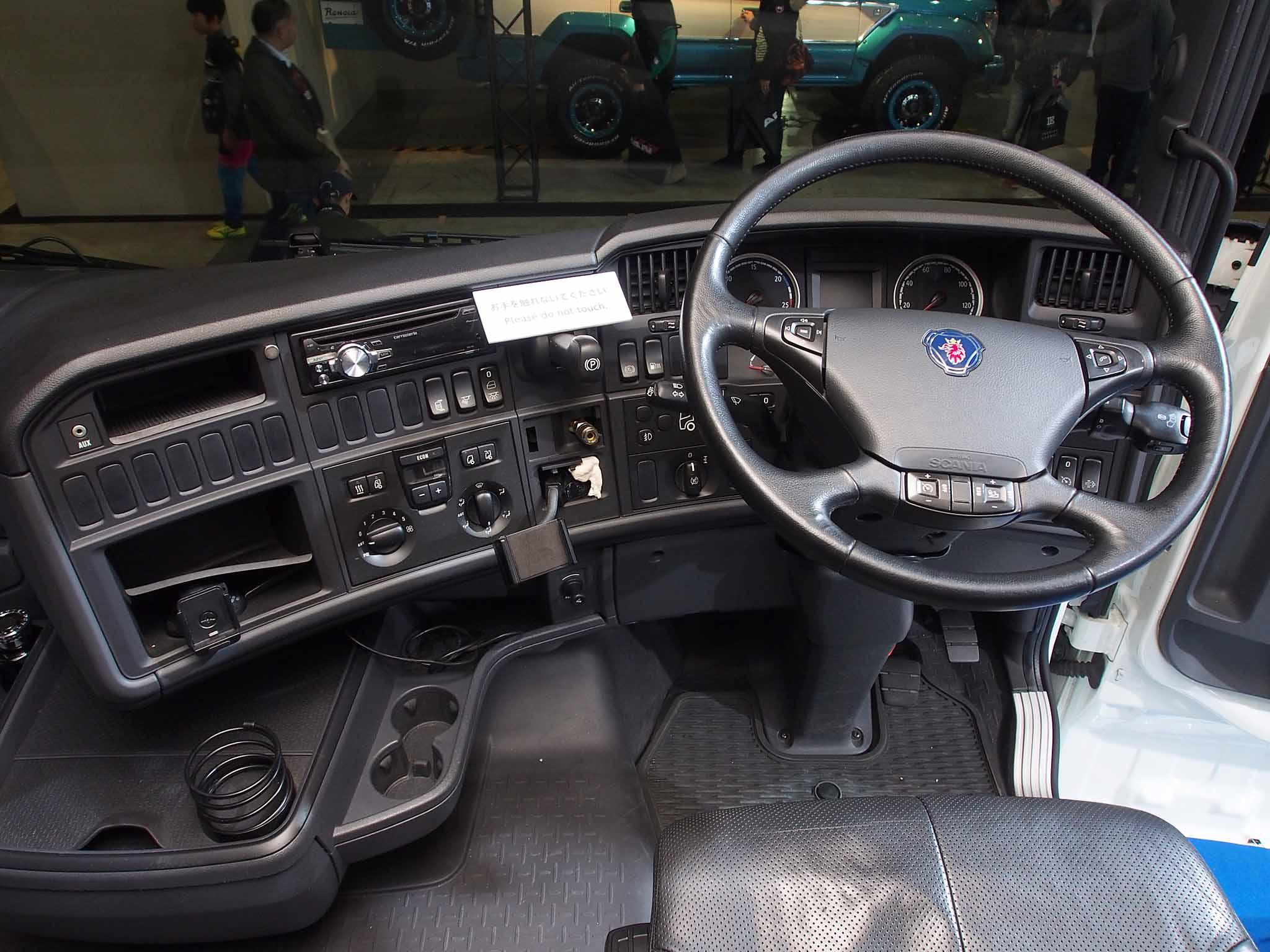

Автомобілі Scania R-Серії двічі здобували титул «Вантажівка року» у 2005 та 2010 році.
Автомобілі обладнуються кабінами моделі R. Подовжена кабіна без спального місця CR16 аналогічна кабіні СР16 автомобілів Scania P-Серії, але при цьому R-кабіна піднята над землею на 310 мм вище, за рахунок чого додалася одна сходинка для підйому в кабіну. Висота тунелю зменшилася до 150 мм, тобто значно збільшилася внутрішній простір, а крім того покращилась вентиляція двигуна. Таким же чином від кабіни СР19 відрізняється і модель CR19, з тією лише різницею, що в останньої не одне, а два спальних місця. У R-серії є також дві комфортабельні кабіни Highline і Topline з двома спальними місцями. В однієї внутрішня висота становить 1910 мм, в іншої - 2230 мм.
Панель приладів має довге або коротке виконання. Рульове колесо регулюється за нахилом і виносом. На кермо виведені клавіші управління круїз-контролем, дисплеєм і аудіосистемою.
Серію R складають моделі R230, R270, R310, R340, R380, R420, R470, R500, R560, R580 і R620. Автомобілі комплектуються в розрахунку на вантажопідйомність 44 т і повну масу автопоїзда до 60 т. Варіанти великовагових автопоїздів мають повну масу до 150 т.
Застосовувані колісні формули для сідлових тягачів і шасі: 4х2, 6х2, 6х2 з двома ведучими мостами, 6х2 з заднім ведучим мостом, 6х4.
Також випускаються чотирьохосьові 8х2, 8х4 (з одним або двома ведучими мостами) і повнопривідні 4х4 і 6х6. Використовуються нормальні, низькі і наднизькі рами. Автомобілі обладнуються дисковими гальмами всіх коліс з швидкодіючим електронним управлінням EBS, антиблокувальною системою гальм ABS і системою контролю стійкості ESP.
У 2009 році модель модернізували, була змінена решітка радіатора. Крім того змінили оснащення:
- Стара версія, напівавтоматична коробка передач із зчепленням;
- Нова версія, повністю автоматична з автоматичним зчепленням.

В середині квітня 2010 року була представлена модифікація R730 з двигуном V8 16,4 л з технологією XPI потужністю 730 к.с. Євро-5.
В 2013 році модель знову модернізували, змінивши фари і оснащення, до назви додалася приставка Streamline. Нові вантажівки оптимізовані для скорочення витрати палива і відрізняються новими аеродинамічними елементами. Нова версія Scania Opticruise тепер має кілька режимів роботи. Щоб максимально скоротити витрату палива, система Scania Active Prediction отримала спеціальний економічний режим. У підсумку, витрата палива вдалося знизити на 8% для двигунів Euro 6 і на 5% для двигунів Euro 3/4/5. А тепер про все докладніше.

### Двигуни
| Модель             | Позначення двигуна | Циліндри          | Об'єм             | Потужність              | Крутний момент                 | Паливо              | Норми викидів     |
| 9-літрові двигуни  | 9-літрові двигуни  | 9-літрові двигуни | 9-літрові двигуни | 9-літрові двигуни       | 9-літрові двигуни              | 9-літрові двигуни   | 9-літрові двигуни |
| ------------------ | ------------------ | ----------------- | ----------------- | ----------------------- | ------------------------------ | ------------------- | ----------------- |
| R270               | DC9 E02            | Р5                | 8,9 л             | 198 кВт при 1.900 об/хв | 1.200 Нм при 1.100-1.400 об/хв | Етанол              | Євро-5 / EEV      |
| R280               | OC09 101           | Р5                | 9,3 л             | 206 кВт при 1.900 об/хв | 1.350 Нм при 1.000-1.400 об/хв | Природний газ (CNG) | Євро-6            |
| R350               | OC09 102           | Р5                | 9,3 л             | 250 кВт при 1.900 об/хв | 1.600 Нм при 1.000-1.400 об/хв | Природний газ (CNG) | Євро-6            |
| R250               | DC09 111           | Р5                | 9,3 л             | 184 кВт при 1.800 об/хв | 1.250 Нм при 1.000-1.300 об/хв | Дизпаливо           | Євро-6            |
| R280               | DC09 113           | Р5                | 9,3 л             | 206 кВт при 1.900 об/хв | 1.400 Нм при 1.000-1.350 об/хв | Дизпаливо           | Євро-6            |
| R320               | DC09 108           | Р5                | 9,3 л             | 235 кВт при 1.900 об/хв | 1.600 Нм при 1.050-1.300 об/хв | Дизпаливо           | Євро-6            |
| R360               | DC09 112           | Р5                | 9,3 л             | 265 кВт при 1.900 об/хв | 1.700 Нм при 1.100-1.350 об/хв | Дизпаливо           | Євро-6            |
| 13-літрові двигуни |                    |                   |                   |                         |                                |                     |                   |
| R370               | DC13 116           | Р6                | 12,7 л            | 272 кВт при 1.900 об/хв | 1.900 Нм при 1.000-1.300 об/хв | Дизпаливо           | Євро-6            |
| R410               | DC13 115           | Р6                | 12,7 л            | 302 кВт при 1.900 об/хв | 2.150 Нм при 1.000-1.300 об/хв | Дизпаливо           | Євро-6            |
| R450               | DC13 124           | Р6                | 12,7 л            | 331 кВт при 1.900 об/хв | 2.350 Нм при 1.000-1.300 об/хв | Дизпаливо           | Євро-6            |
| R490               | DC13 125           | Р6                | 12,7 л            | 360 кВт при 1.900 об/хв | 2.550 Нм при 1.000-1.300 об/хв | Дизпаливо           | Євро-6            |
| 16-літрові двигуни |                    |                   |                   |                         |                                |                     |                   |
| R500               | Н/Д                | V8                | 15,6 л            | 368 кВт при 1.800 об/хв | 2.500 Нм при 1.000-1.350 об/хв | Дизпаливо           | Євро-5 / EEV      |
| R520               | DC16 101           | V8                | 16,4 л            | 382 кВт при 1.900 об/хв | 2.700 Нм при 1.000-1.300 об/хв | Дизпаливо           | Євро-6            |
| R560               | Н/Д                | V8                | 15,6 л            | 412 кВт при 1.900 об/хв | 2.700 Нм при 1.000-1.400 об/хв | Дизпаливо           | Євро-5            |
| R580               | DC16 102           | V8                | 16,4 л            | 427 кВт при 1.900 об/хв | 2.950 Нм при 1.000-1.350 об/хв | Дизпаливо           | Євро-6            |
| R620               | Н/Д                | V8                | 15,6 л            | 456 кВт при 1.900 об/хв | 3.000 Нм при 1.000-1.300 об/хв | Дизпаливо           | Євро-5            |
| R730               | DC16 103           | V8                | 16,4 л            | 537 кВт при 1.900 об/хв | 3.500 Нм при 1.000-1.300 об/хв | Дизпаливо           | Євро-6            |
| R730               | Н/Д                | V8                | 16,4 л            | 537 кВт при 1.900 об/хв | 3.500 Нм при 1.000-1.350 об/хв | Дизпаливо           | Євро-5 / EEV      |

## Друге покоління (з 2016)

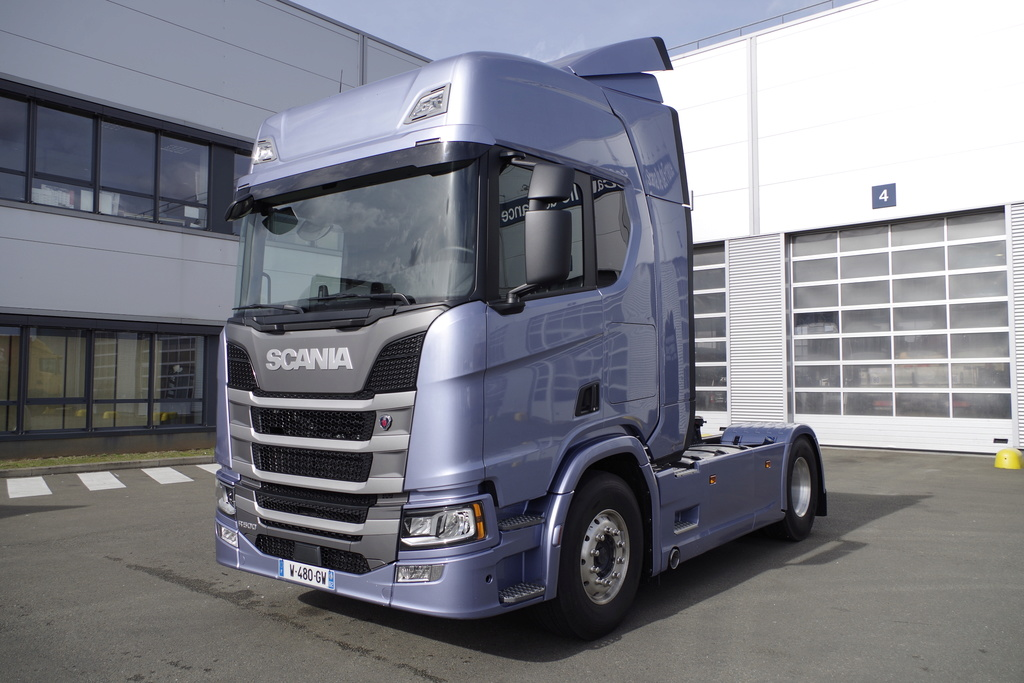
Scania R 500

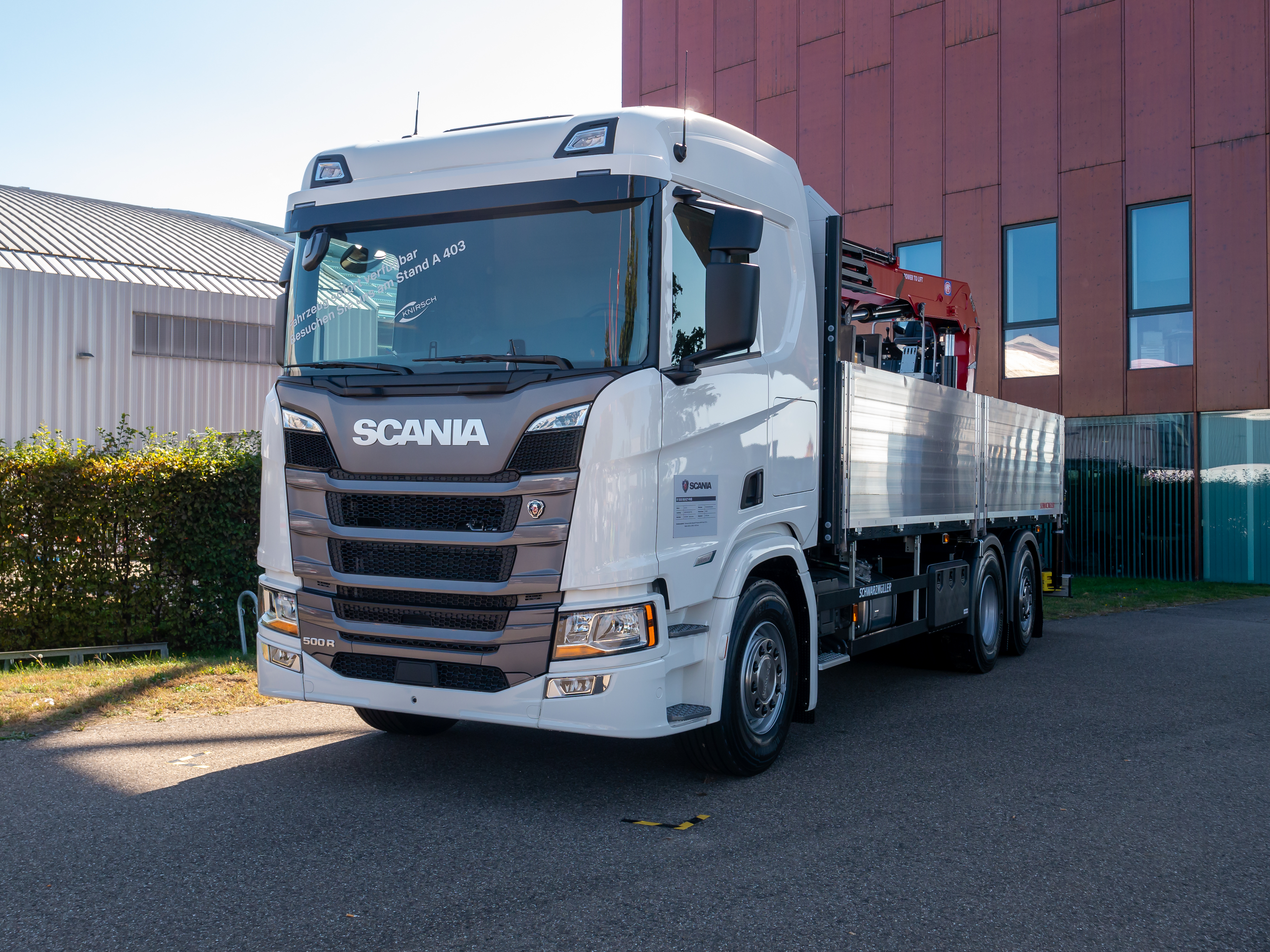
Scania R 500

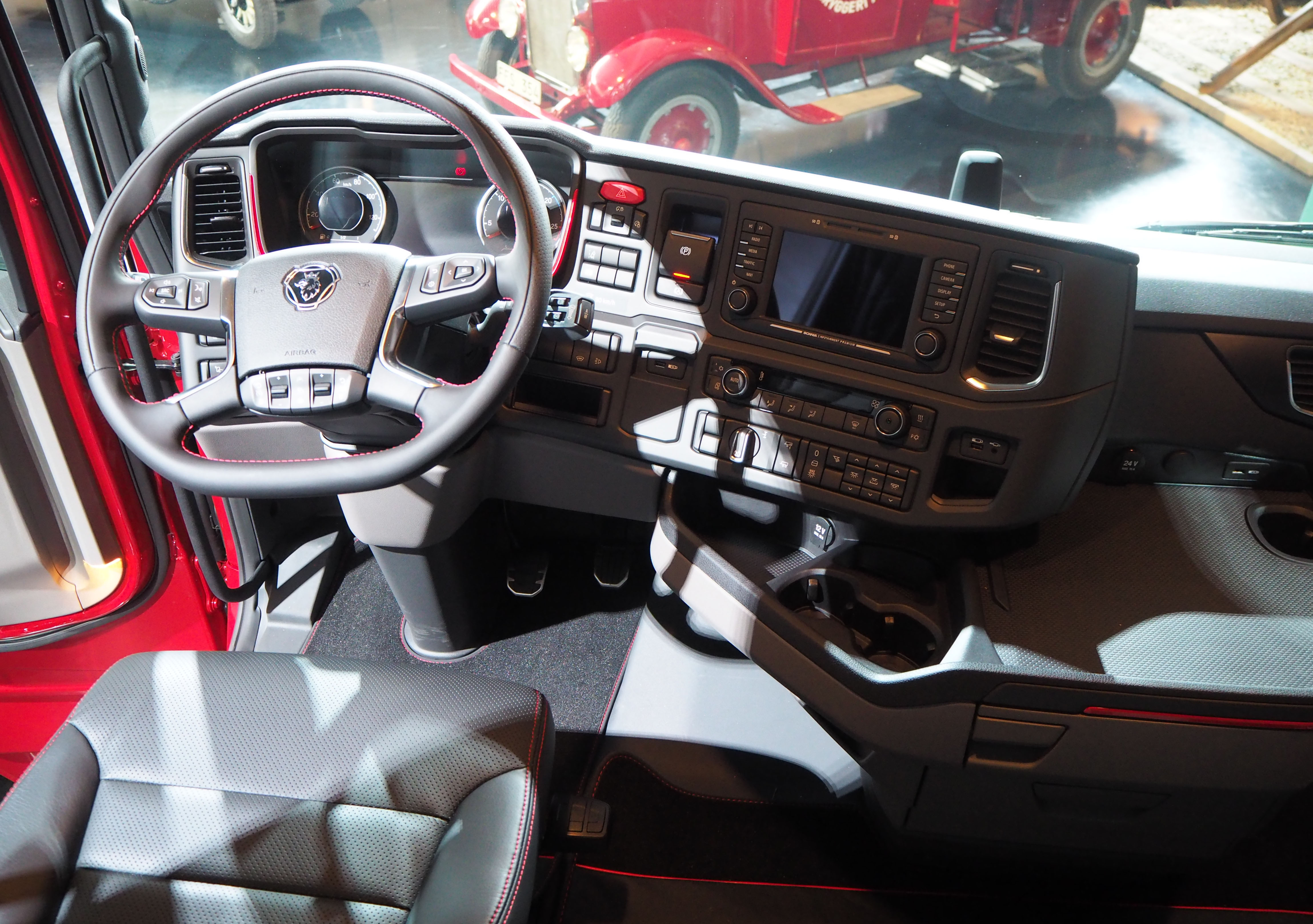

23 серпня 2016 року на офіційному сайті представлене нове покоління Scania R-Серії, яке відтепер поступилося флагманським місцем Scania S-Серії. Автомобіль пропонується з кабіною Sleeper-normal cab і Sleeper-Highline. Колісні формули для сідлових тягачів і шасі: 4х2, 6х2 з другим ведучим мостом та 6х2 з третім ведучим мостом. Причому версії 6х2 є з однією або двома поворотними осями.
Нове покоління Scania завдяки унікальній модульній системі стало повністю персоналізованих, тобто може бути налаштоване точно під клієнта і його потреби. Як стверджують в Scania, нова лінійка фактично перевизначила поняття «преміум» в сегменті вантажних автомобілів.
Серед уже відомих особливостей нового покоління Scania виділяється оновлена кабіна, її розробкою займалася італійська кузовна студія Bertone. Кабіни стали більш просторими, довжина кабіни збільшилася на 5,08 см, дах підвелася на 10 см. Поліпшенню комфорту сприяє широкий діапазон регулювань водійського сидіння, збільшений простір для ніг, що особливо сподобається водіям високого зросту. Водійське сидіння тепер розташовується на 65 мм ближче до лобового скла і на 20 мм лівіше. Завдяки цьому покращилася пряма і бічна видимість. Можна замовити і зручне поворотне, і поворотно-відкидне крісло, як водійське, так і пасажирське. Приладова панель розміщується трохи нижче, ніж в попередніх моделях і має модульну конструкцію.
Також кабіни отримали підвищену шумоізоляцію. Якість обробки і використовуються матеріали підняті на новий рівень і відповідають рівню легкового, а не вантажного автомобіля. Крім того, Scania розробила абсолютно нову кліматичну систему, оптимізовану для мінімального енергоспоживання. Також спростилося технічне обслуговування кліматичної системи і додаткового обладнання.
Всі двигуни стандарту Євро-6 отримали нові системи управління. Також з'явилася 13-літрова версія двигуна потужністю 500 к.с. з системою селективного каталітичного відновлення. Крім економічного дизеля Scania пропонує двигуни, що працюють на альтернативних видах палива: біодизель, природний газ, біогаз.
В листопаді 2017 року  відбулася презентація нового силового агрегату OC13, що працює на природному газі - зрідженому (LNG) або стисненому (CNG). Газовий двигун OC13 побудований на базі 12,7-літрового силового агрегату Scania. Двигун Scania OC13 розвиває потужність 410 к.с. при 1900 об/мин і максимальний крутний момент 2000 Нм при 1100-1400 об/мін. Газовий двигун буде комплектуватися виключно з автоматичною коробкою передач Scania.
28 вересня 2020 року шведська компанія презентувала свій новітній мотор Scania V8 DC16 123 потужністю 530, 590, 660 та 770 к.с. Порівняно з попередником новий V8 має понад 70 нових компонентів, у ньому ще більше знизилося внутрішнє тертя, стиснення палива досягло більш високих ступенів, а також з'явилася нова система управління. Все це (за теорією) має перевести до зниження витрати палива, приблизно на 6% або навіть більше при використанні нової коробки G33.

### R XT

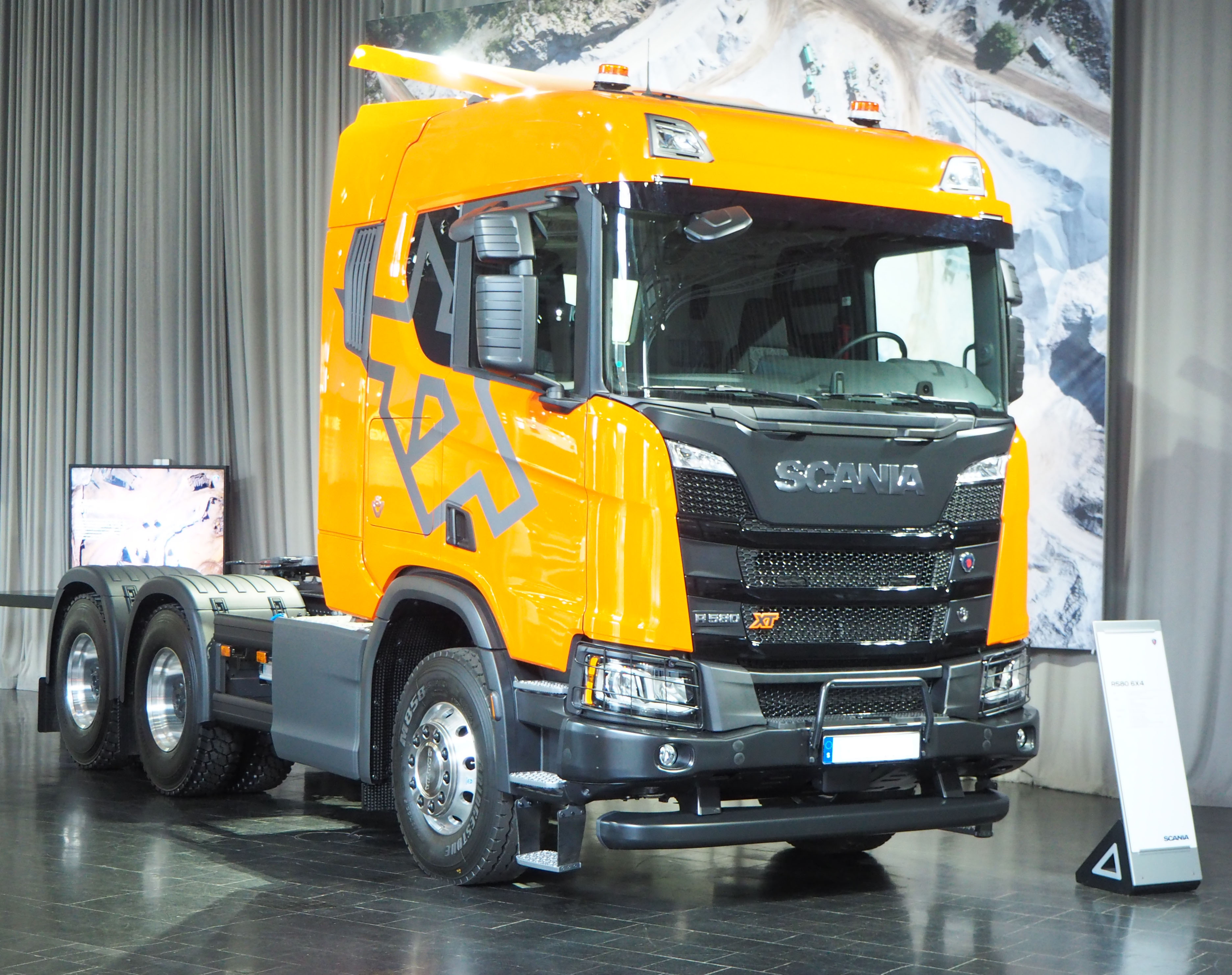
Scania R 580 XT

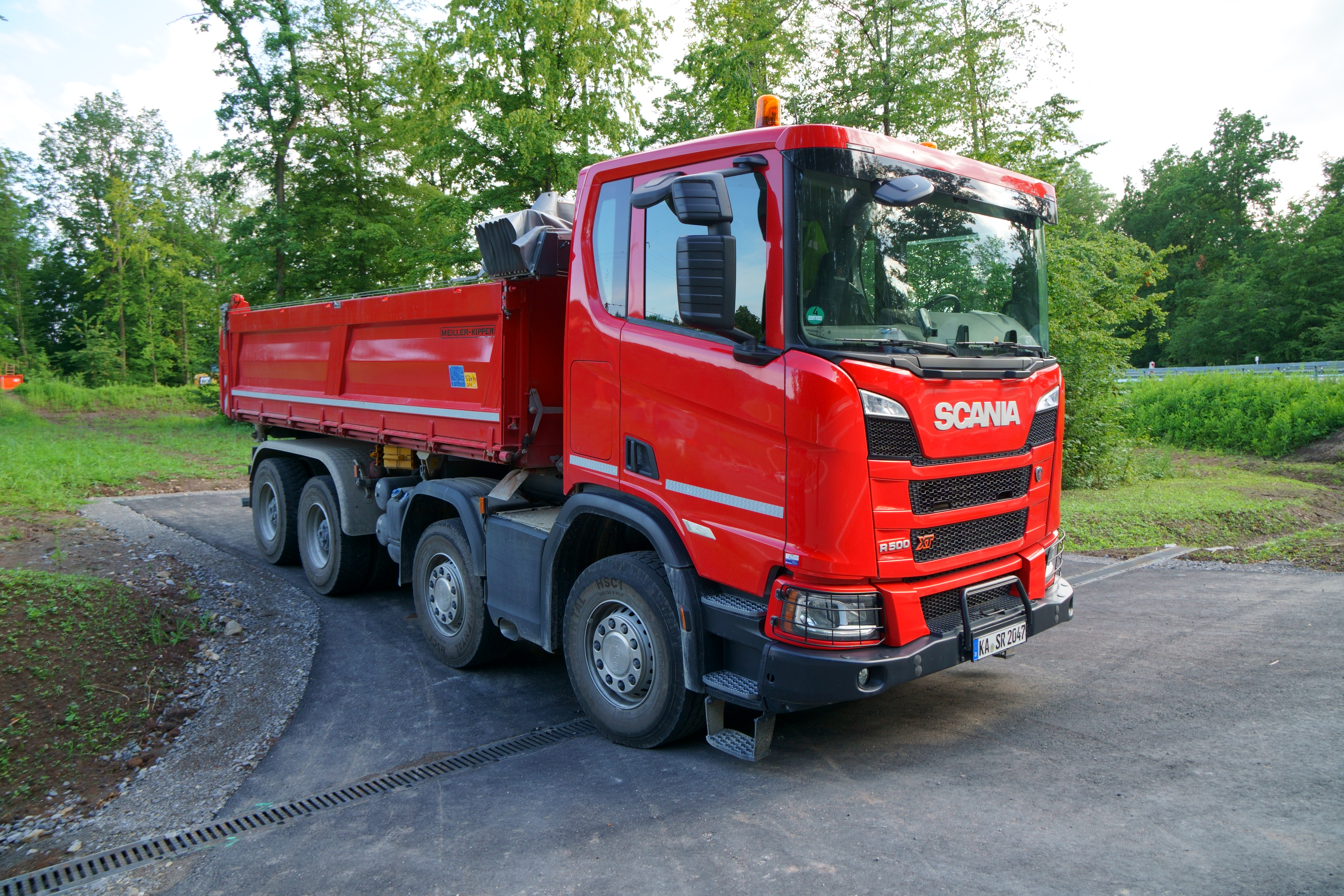
Scania R 580 XT

В вересні 2017 року представлена модифікація Scania R XT з для роботи на будівництві.
Потужний сталевий передній бампер висунутий на 150 мм за межі кабіни. Він забезпечує кут в'їзду приблизно 25 градусів. Такий бампер володіє необхідною міцністю, зберігаючи основні вузли і агрегати при невеликих зіткненнях. У центрі бампера за відкидається рамкою переднього номера розмістили тяговий крюк, здатний витримати величезні навантаження. Не забули і про сходинку для полегшення доступу до лобового скла. Дзеркала заднього виду отримали посилені ребристі корпусу.

### 45R

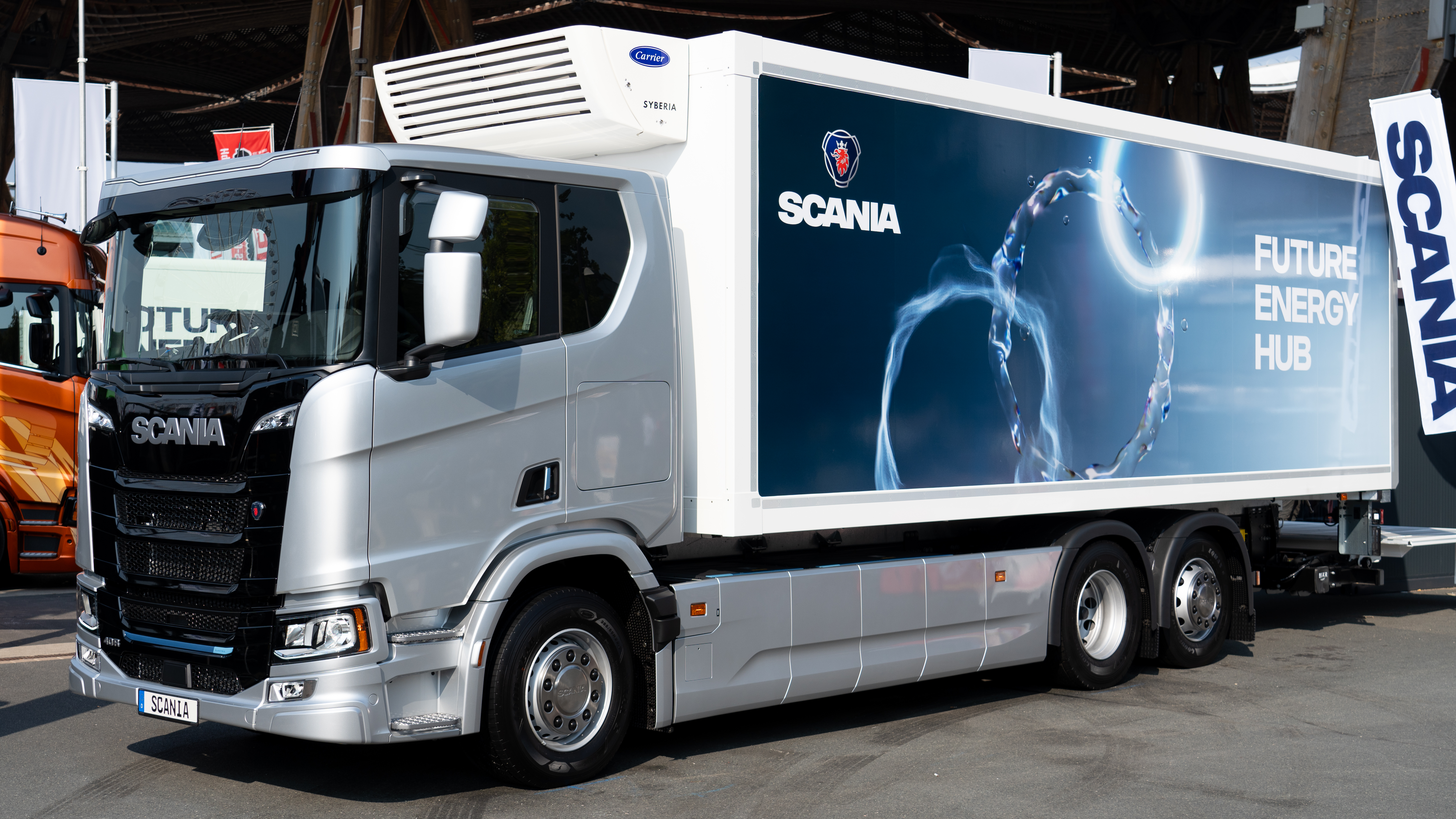
Scania BEV 40 R Rigid

В червні 2022 року представили електричні сідлові тягачі 4х2 та шасі 6х2/4, зі спальними кабінами R та S.
Повна маса електричного автопоїзда може сягати 64 т (для Швеції). Що ж до запасу ходу, то він у тягача 4х2 із шістьма батареями ємністю 624 кВт становить 350 км при середній швидкості 80 км/год. Вихідна потужність такої машини дорівнює 560 к.с.
Зарядка від станції 375 кВт дозволяє за годину забезпечити запас ходу в 270 – 300 км.

### Двигуни
| Модель             | Позначення двигуна | Циліндри           | Об'єм              | Потужність               | Крутний момент                 | Паливо             | Норми викидів      | Роки виробництва   |
| 13-літрові двигуни | 13-літрові двигуни | 13-літрові двигуни | 13-літрові двигуни | 13-літрові двигуни       | 13-літрові двигуни             | 13-літрові двигуни | 13-літрові двигуни | 13-літрові двигуни |
| ------------------ | ------------------ | ------------------ | ------------------ | ------------------------ | ------------------------------ | ------------------ | ------------------ | ------------------ |
| R410               | DC13 101/139/141   | Р6                 | 12,7 л             | 410 к.с. при 1.900 об/хв | 2.150 Нм при 1.000-1.300 об/хв | Дизпаливо          | Євро-6             | 2016-              |
| R450               | DC13 143/148       | Р6                 | 12,7 л             | 450 к.с. при 1.900 об/хв | 2.350 Нм при 1.000-1.300 об/хв | Дизпаливо          | Євро-6             | 2016-              |
| R500               | DC13 146/155       | Р6                 | 12,7 л             | 500 к.с. при 1.900 об/хв | 2.550 Нм при 1.000-1.300 об/хв | Дизпаливо          | Євро-6             | 2016-              |
| 16-літрові двигуни |                    |                    |                    |                          |                                |                    |                    |                    |
| R520               | DC16 101/105/116   | V8                 | 16,4 л             | 520 к.с. при 1.900 об/хв | 2.700 Нм при 1.000-1.300 об/хв | Дизпаливо          | Євро-6             | 2016-2023          |
| R530               | DC16 123           | V8                 | 16,4 л             | 530 к.с. при - об/хв     | 2.800 Нм при- об/хв            | Дизпаливо          | Євро-6             | 2023-              |
| R580               | DC16 102/106/117   | V8                 | 16,4 л             | 580 к.с. при 1.900 об/хв | 3.000 Нм при 1.000-1.350 об/хв | Дизпаливо          | Євро-6             | 2016-2023          |
| R590               | DC16 123           | V8                 | 16,4 л             | 590 к.с. при - об/хв     | 3.050 Нм при- об/хв            | Дизпаливо          | Євро-6             | 2023-              |
| R650               | DC16 118           | V8                 | 16,4 л             | 650 к.с. при - об/хв     | 3.300 Нм при - об/хв           | Дизпаливо          | Євро-6             | 2017-2023          |
| R660               | DC16 123           | V8                 | 16,4 л             | 660 к.с. при - об/хв     | 3.300 Нм при- об/хв            | Дизпаливо          | Євро-6             | 2023-              |
| R730               | DC16 103/107/108   | V8                 | 16,4 л             | 730 к.с. при 1.900 об/хв | 3.500 Нм при 1.000-1.400 об/хв | Дизпаливо          | Євро-6             | 2016-2023          |
| R770               | DC16 123           | V8                 | 16,4 л             | 770 к.с. при - об/хв     | 3.700 Нм при- об/хв            | Дизпаливо          | Євро-6             | 2023-              |